# Schloss Sayn

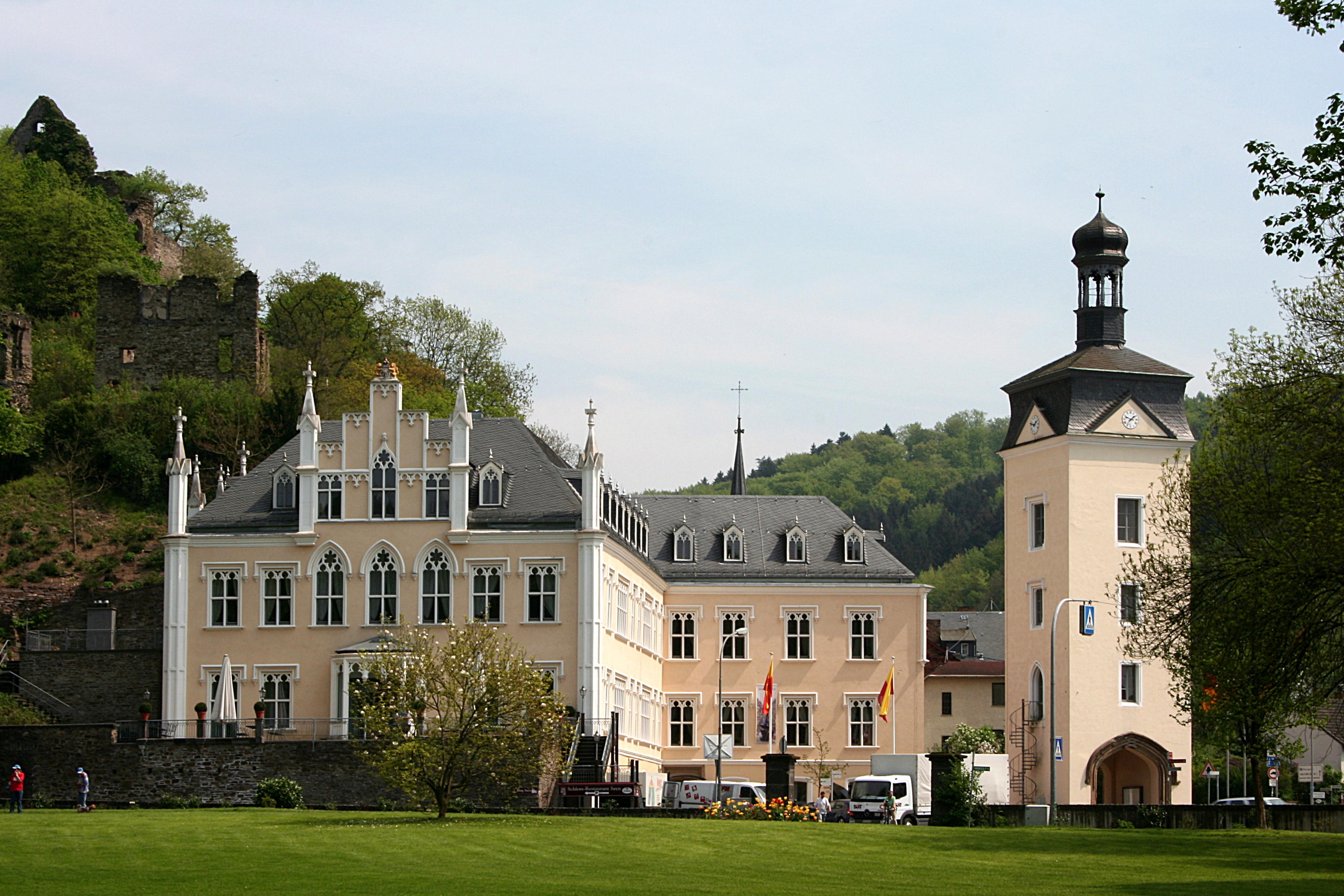
Schloss Sayn

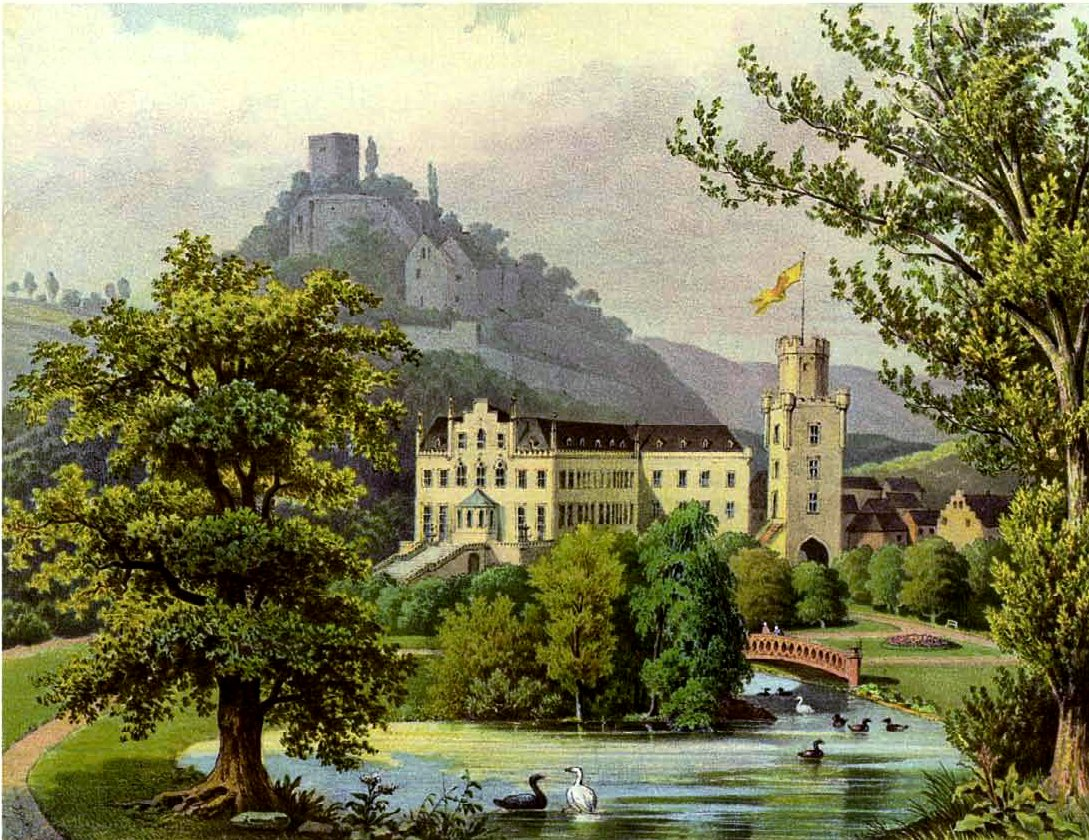
Schloss Sayn 1860, Sammlung Alexander Duncker

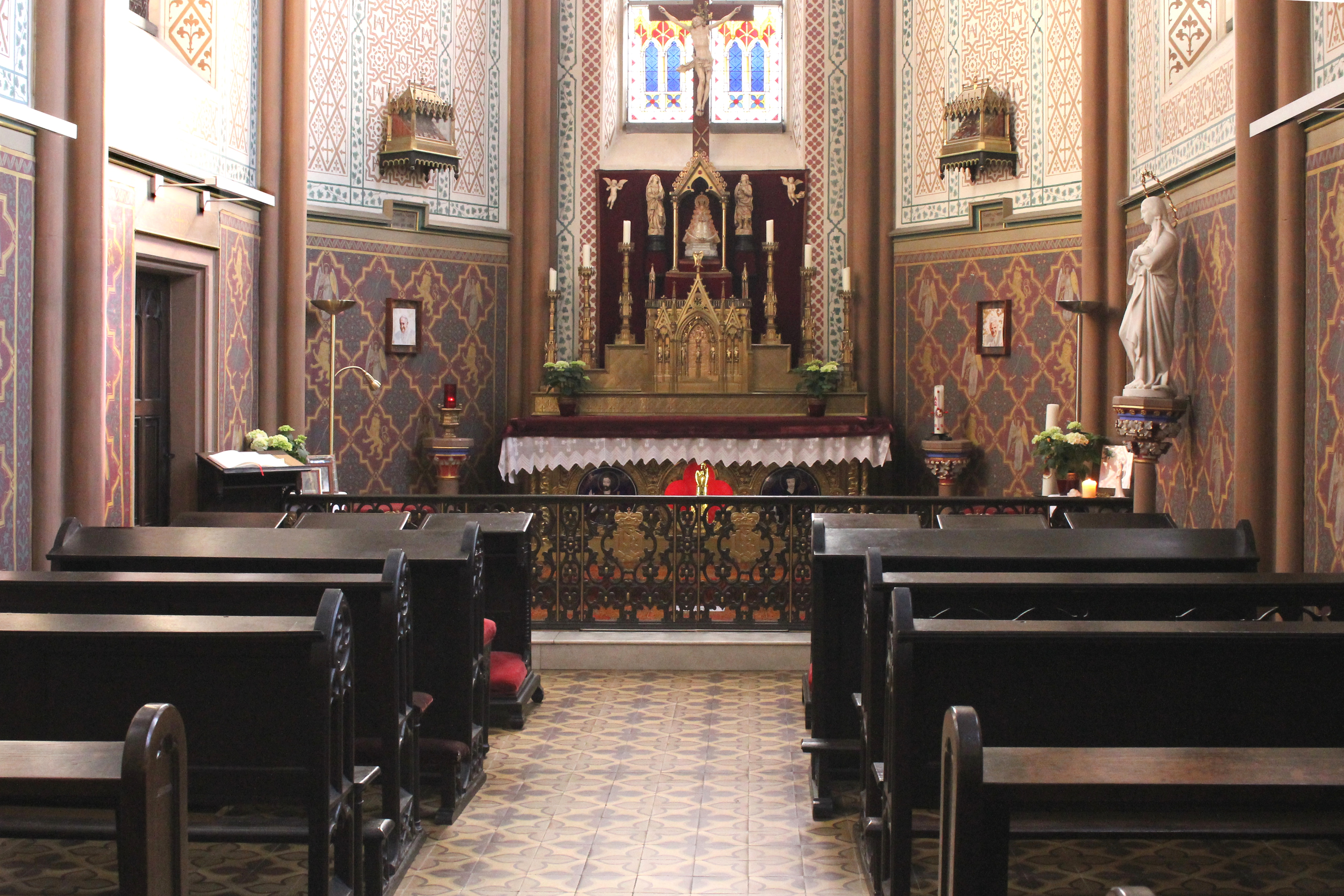
Kapelle

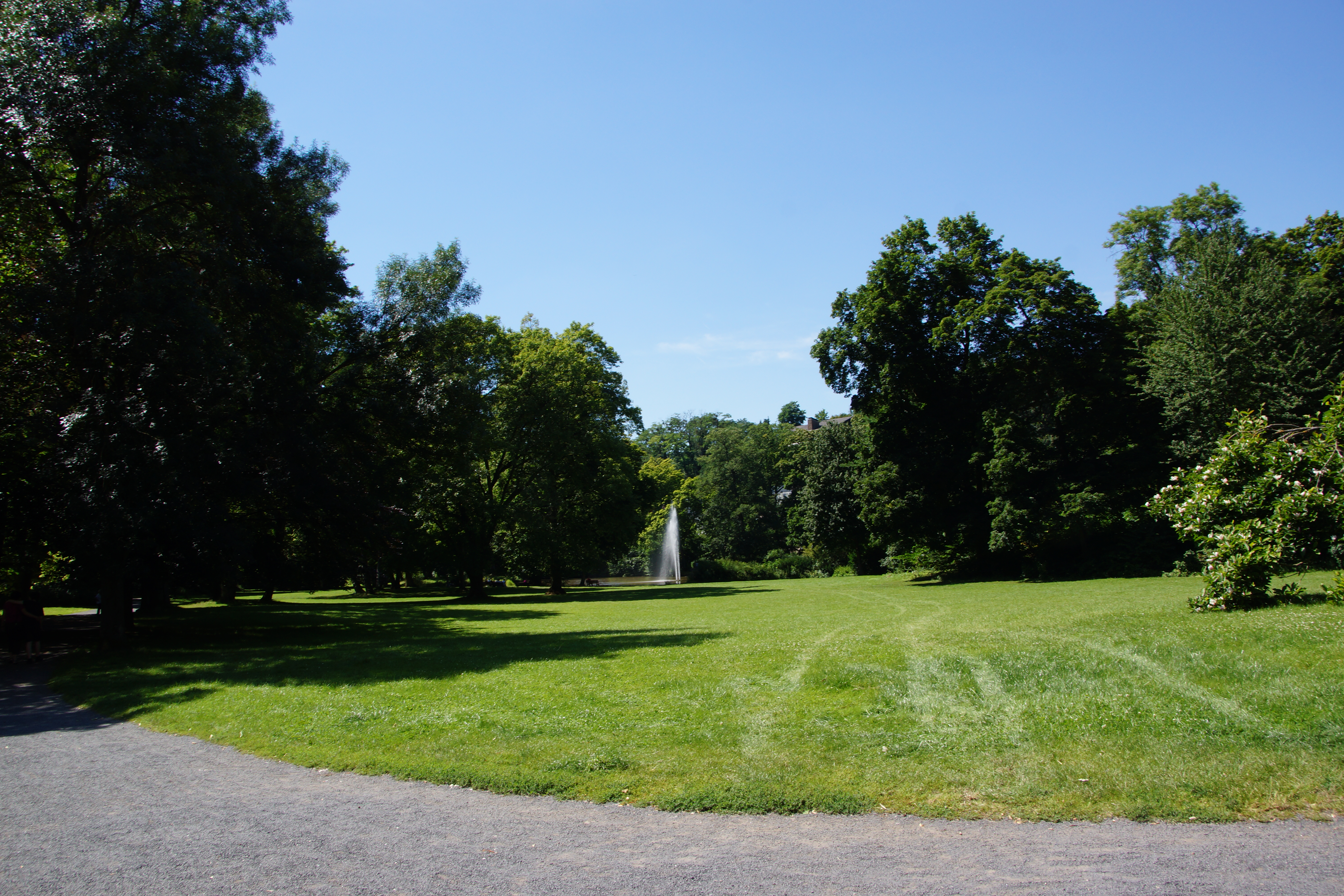
Schlosspark

Schloss Sayn steht am Fuß des Burgbergs der Burg Sayn, am Ortseingang von Sayn, einem Stadtteil von Bendorf im Landkreis Mayen-Koblenz.

## Geschichte
Die Ursprünge des Schlosses liegen in einem mittelalterlichen Burgmannshof aus dem 14. Jahrhundert, der für die Herren von Reiffenberg, Ministerialen der Grafen von Sayn, erbaut wurde. Oberhalb des Schlosses steht auf einem Bergsporn die Burg Sayn, der Stammsitz der Grafen von Sayn. Deren Erbe fiel 1247 an eine Linie der Grafen von  Sponheim, die daraufhin die jüngere Linie der Grafen zu Sayn bildete und 1361 auch die Grafschaft Wittgenstein erbte, woraufhin sich die Familie zu Sayn-Wittgenstein nannte. Die Besitzungen wurden ab 1361 in zwei Linien weitergeführt, das Gebiet um Sayn, Altenkirchen und Hachenburg in der Linie Sayn-Sayn und die Territorien um Homburg sowie das Wittgensteiner Land um Laasphe und Berleburg in der Linie Sayn-Wittgenstein.
Graf Ludwig I. vereinte die beiden Grafschaften wieder in einer Hand, teilte jedoch 1605 sein Erbe auf seine drei Söhne auf: Der älteste erhielt Berleburg, der zweite Wittgenstein und der dritte, Graf Wilhelm III., die Grafschaft Sayn, da er mit Gräfin Anna Elisabeth von Sayn, der letzten Nachfahrin der 1606 im Mannesstamm erloschenen Linie Sayn-Sayn, verheiratet war. Er begründete damit die (ältere) Linie der Grafen zu Sayn-Wittgenstein-Sayn. Diese Linie starb aber schon 1636 aus, das Erbe wurde in die Grafschaft Sayn-Hachenburg und die Grafschaft Sayn-Altenkirchen geteilt, die sodann beide über weibliche Erbfolgen an andere Häuser fielen.
Fürst Ludwig Adolph Friedrich zu Sayn-Wittgenstein-Ludwigsburg (1799–1866), ältester Sohn des kaiserlich russischen Feldmarschalls Fürst Ludwig Adolph Peter aus einem jüngeren Zweig der Berleburger Linie, kehrte 1848 mit seiner Gemahlin Leonilla Barjatinsky (1816–1918) aus Russland zurück, erhielt vom preußischen König Friedrich Wilhelm IV. die Burg Sayn geschenkt und erwarb 1848 auch das am Fuß des Burgberges gelegene, im Kern mittelalterliche und später barock umgestaltete Herrenhaus, das zuletzt 1753 auf dem Erbweg an die Freiherren, späteren Grafen Boos von Waldeck gelangt war. Noch im selben Jahr beauftragte der Fürst gemeinsam mit seiner russischen Frau Leonilla den französischen Architekten François Joseph Girard, den späteren Generalintendanten des Louvre in Paris, das Herrenhaus gemäß dem Zeitgeschmack im Stil der Neugotik zu einem Schloss umzubauen und zu erweitern. An seinem Ostende errichtete Hermann Nebel von 1860 bis 1862 eine Doppelkapelle nach dem Vorbild der Sainte-Chapelle. Dort wird das kostbare Armreliquiar der Elisabeth von Thüringen aufbewahrt.
Das Schloss wurde im Zweiten Weltkrieg kurz vor Kriegsende stark beschädigt. Es verfiel zur Ruine, nur die Außenmauern blieben erhalten, die Kapelle blieb weitgehend unbeschädigt. Erst in den 1990er Jahren wurde der Wiederaufbau geplant und unter Wiederherstellung der alten Bausubstanz durchgeführt. Im Jahr 2000 wurden die Arbeiten abgeschlossen. Heutiger Eigentümer ist Alexander Fürst zu Sayn-Wittgenstein-Sayn.

## Nutzung
Im Schloss Sayn war bis Herbst 2019 unter anderem das Rheinische Eisenkunstguss-Museum eingerichtet, das gemeinsam mit den fürstlichen Salons von Anfang März bis Anfang Dezember besichtigt werden konnte. Zudem gibt es dort ein Restaurant. Nach dem Auszug des Eisenkunstguss-Museums richteten Fürstin Gabriela und Fürst Alexander zu Sayn-Wittgenstein-Sayn in den frei gewordenen Räumen auf einer Fläche von rund 1000 Quadratmetern eine Ausstellung zur Geschichte der Familie ein. Hauptthemen sind die Fürstinnen Leonilla (1816–1918) und Marianne. Außer zahlreichen Gemälden, unter anderem vom ehemaligen Fürstenhof in Russland, sind aufwendig gestaltete Kleider aus dem 19. und frühen 20. Jahrhundert zu sehen. Das Interesse der fürstlichen Familie am Motorsport spiegelt sich in vielen zum Teil großformatigen Fotos wider, aufgenommen von Marianne zu Sayn-Wittgenstein-Sayn (1919–2025).
Im Fürstlichen Schlosspark, einem Englischen Landschaftsgarten aus dem 19. Jahrhundert, befindet sich der Garten der Schmetterlinge Schloss Sayn, der ebenfalls besichtigt werden kann.